# Charroux (Vienne)
Charroux település Franciaországban, Vienne megyében. Lakosainak száma 1046 fő (2022. január 1.). Charroux Pleuville, Asnois, La Chapelle-Bâton, Genouillé, Mauprévoir, Payroux és Savigné községekkel határos.

## Népesség
A település népességének változása:
| Lakosok száma | 1179 | 1153 | 1167 | 1136 | 1137 | 1128 | 1099 | 1072 | 1046 |
|               | 2013 | 2015 | 2016 | 2017 | 2018 | 2019 | 2020 | 2021 | 2022 |